# Haworthia herbacea var. flaccida
Haworthia herbacea var. flaccida és una varietat de Haworthia herbacea del gènere Haworthia de la subfamília de les asfodelòidies.

## Descripció
Haworthia herbacea var. flaccida és una planta suculenta perennifòlia petita i delicada de Haworthia herbacea. La flor és exteriorment idèntica a la de H. herbacea com també ho és la de H. pubescens. El temps de floració coincideix amb el d'aquest darrer però hi ha molt poca similitud vegetativa.

## Distribució i hàbitat
Aquesta varietat creix a la província sud-africana del Cap Occidental, concretament a Worcester. Hi ha variacions considerables entre les plantes de l'hàbitat. L'hàbitat d'aquesta varietat es troba en escarpades roques orientades al nord, on les plantes es troben en petits cúmuls molt densos. Coincideixen amb H. maraisii i amb H. reticulata. El primer es troba a la mateixa paret rocosa, però no tan exposat, mentre que el segon es produeix als vessants més baixes i més altes de la muntanya. La localitat es troba fora de la distribució coneguda del nord-est de l'espècie. Hi ha molt poques plantes i l'hàbitat no és característic de cap de les espècies del cap sud.

## Taxonomia
Haworthia herbacea var. flaccida va ser descrita per M.B.Bayer i publicat a Haworthia Revisited: 86, a l'any 1999.
Etimologia
Haworthia: nom en honor del botànic britànic Adrian Hardy Haworth (1767-1833).
herbacea: epítet llatí que vol dir "herbaci".
var. flaccida: epítet llatí que significa "flàccida, feble".
Sinonímia
- Haworthia pallida var. flaccida (M.B.Bayer) M.Hayashi, Haworthia Study 3: 13 (2000).
- Haworthia flaccida (M.B.Bayer) Breuer, Gen. Haworthia 1: 7 (2010).[6]